# Casa de Alba
La casa de Alba de Tormes, conocida simplemente como casa de Alba, es una casa nobiliaria española, originaria de la corona de Castilla, que se remonta al siglo XIV. Su nombre proviene del ducado de Alba de Tormes, título de nobleza con Grandeza de España otorgado a los Álvarez de Toledo, perteneciente al linaje de la casa de Toledo, denominación más conocida de la casa de Álvarez de Toledo. Tradicionalmente el heredero del ducado de Alba de Tormes ostenta el ducado de Huéscar. Su actual titular es Carlos Fitz-James Stuart y Martínez de Irujo, quien es el XIX duque de Alba de Tormes.
La casa de Alba correspondió a la familia de los Álvarez de Toledo durante trescientos años hasta que a la muerte sin descendencia de María del Pilar Teresa Cayetana de Silva y Álvarez de Toledo, la XIII duquesa, pasó al linaje de los Fitz-James Stuart, en la persona de Carlos Miguel Fitz-James Stuart y Silva, sobrino-bisnieto de Fernando de Silva y Álvarez de Toledo, XII duque Alba de Tormes y abuelo de la XIII duquesa. La casa de Berwick es una rama ilegítima de la casa de Estuardo del Reino de Escocia, que son duques de Berwick en el Reino de Inglaterra y duques de Liria y Jérica en el Reino de España.
A lo largo de su historia, la casa entroncó con la dinastía portuguesa y con importantes casas nobiliarias españolas, teniendo como ancestro al conde-duque de Olivares y a los duques de Veragua, y con estos últimos, a Cristóbal Colón. Los títulos nobiliarios de la casa de Alba propiamente dicha son el ducado de Alba de Tormes y el ducado de Huéscar. Sin embargo, el jefe de la casa ostenta otros muchos títulos por incorporación de otras casas nobiliarias, debido a casamientos y herencias.
La casa de Alba es la principal estirpe de la nobleza del Reino de España. Goza de la característica de ser una de las familias más antiguas y conocidas de la aristocracia española. Posee una de las mejores colecciones privadas de arte de la península, conservada en más de veinte palacios y castillos repartidos por toda España, algunos de los cuales están cedidos a instituciones públicas para su mejor conservación y uso. A lo largo de la historia, su posición prevalente le ha permitido relacionarse con lo más granado del mundo de las artes y las letras españolas. 
Para gestionar su patrimonio cultural la familia creó la Fundación Casa de Alba, con sede en el palacio de Liria en Madrid.

## Historia

Estandarte de la casa de Alba.

La casa de Alba surgió en la historia de la nobleza castellana con los Álvarez de Toledo quienes obtuvieron en el siglo XIV los señoríos de Oropesa y Valdecorneja como recompensa por los servicios prestados al rey Enrique II de Castilla, aunque el ascenso de la familia vino, fundamentalmente, a partir del siglo XV, merced al apoyo prestado a la corona en sus conflictos con la nobleza castellana.
En 1429 Gutierre Álvarez de Toledo, obispo de Palencia y arzobispo de Sevilla y Toledo, obtuvo de Juan II el señorío de Alba de Tormes, localidad próxima a Salamanca, heredado por su sobrino Fernando Álvarez de Toledo y Sarmiento, al que Juan II convirtió en conde de Alba de Tormes en 1438; y fue con su hijo García Álvarez de Toledo, marqués de Coria y conde de Salvatierra, cuando el título se elevó a ducado, trocándose, por tanto, en el I  duque de Alba de Tormes en 1472 por concesión de Enrique IV de Castilla.
El II duque de Alba de Tormes, Fadrique Álvarez de Toledo y Enríquez -a quien el rey Carlos I de España le concedió la Grandeza de España en 1520- y el III, Fernando Álvarez de Toledo, conocido como el Gran Duque de Alba, fueron los que tuvieron mayor notoriedad histórica.
El título dejó de corresponder a la antigua familia de los Álvarez de Toledo y pasó, merced a matrimonios y defunciones, a una rama de la Casa de Fitz-James Stuart, duques de Berwick, pues a la muerte de la XIII duquesa de Alba sin descendencia, sucedió en Carlos Miguel Fitz-James Stuart y Silva, sobrino-bisnieto de Fernando de Silva y Álvarez de Toledo, XII duque Alba de Tormes y abuelo de la XIII duquesa.
Con el tiempo, en virtud de herencias y esponsales, la casa de Alba ha incorporado otras casas nobiliarias, como la casa de Lemos, Olivares, El Carpio, Híjar, Berwick-Liria y Jérica, Villanueva del Fresno y Villanueva del Río, entre otras y se ha convertido en la casa noble europea con mayor cantidad de títulos en su haber. Los Alba constituyen el linaje más noble entre los nobles del Reino de España.
De los diecinueve duques que ha tenido la casa de Alba a lo largo de la historia únicamente en tres oportunidades su titularidad estuvo en cabeza de una mujer.

## Patrimonio
La casa de Alba posee una de las fortunas más grandes de España, conformada por palacios, terrenos agrícolas, propiedades inmobiliarias, sociedades, participaciones bursátiles y una extraordinaria colección de arte. Su valor estimado, ya que muchas de sus posesiones tienen valor incalculable, supera con creces los 600 millones de euros alcanzando los 3500 millones con el valor estimado de todos los bienes que están en la Fundación Casa de Alba. Se calcula que posee unas 34.000 hectáreas, equivalentes a más de 170 veces el Principado de Mónaco, muchas de ellas vestigio de los antiguos señoríos jurisdiccionales, que la familia conservó bajo su propiedad tras la supresión de los mismos.

### Edificios
Entre sus posesiones inmobiliarias destacan algunos de los castillos y palacios más relevantes del patrimonio histórico español, en su mayoría hoy integrados en la Fundación Casa de Alba.

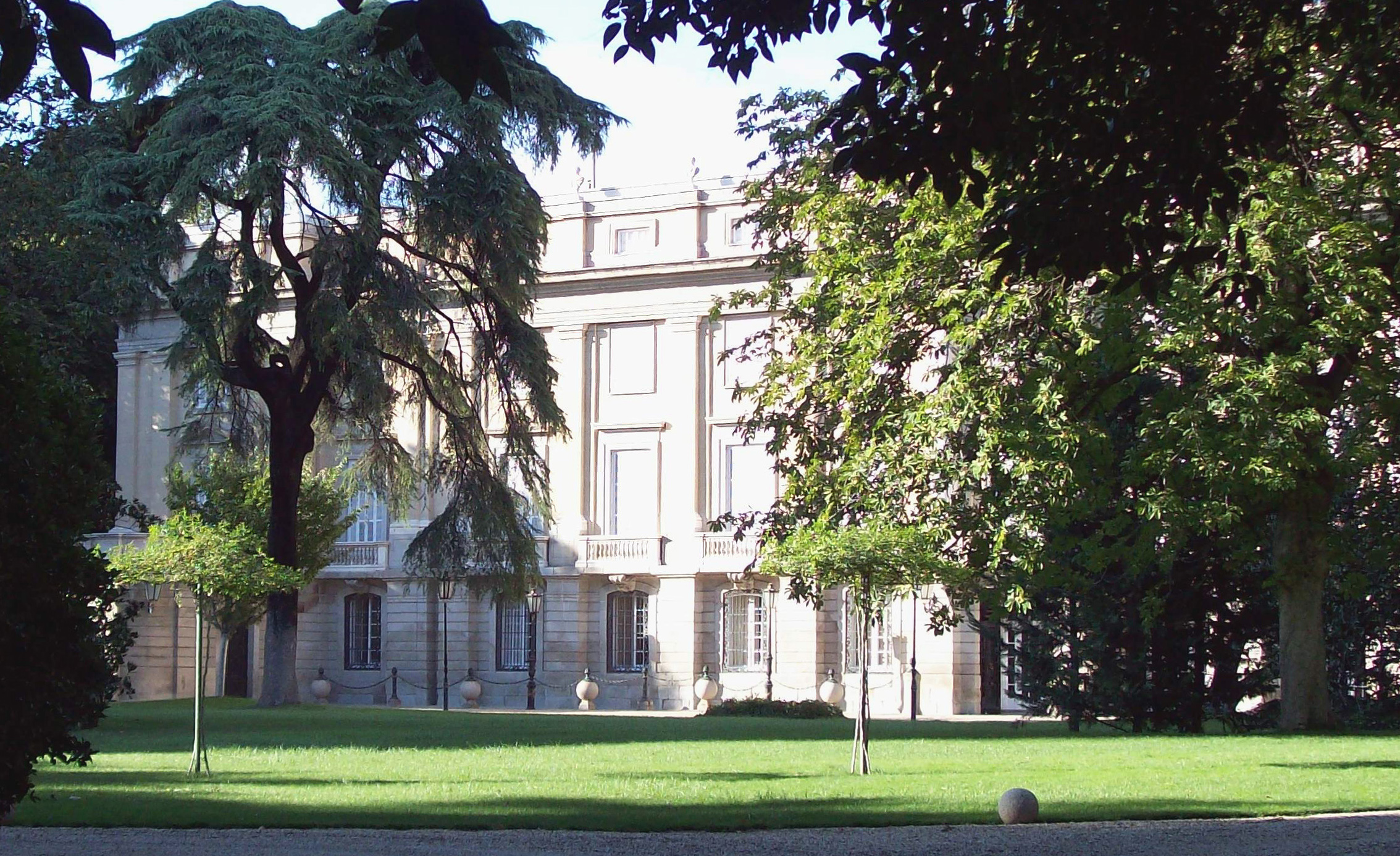
El Palacio de Liria.

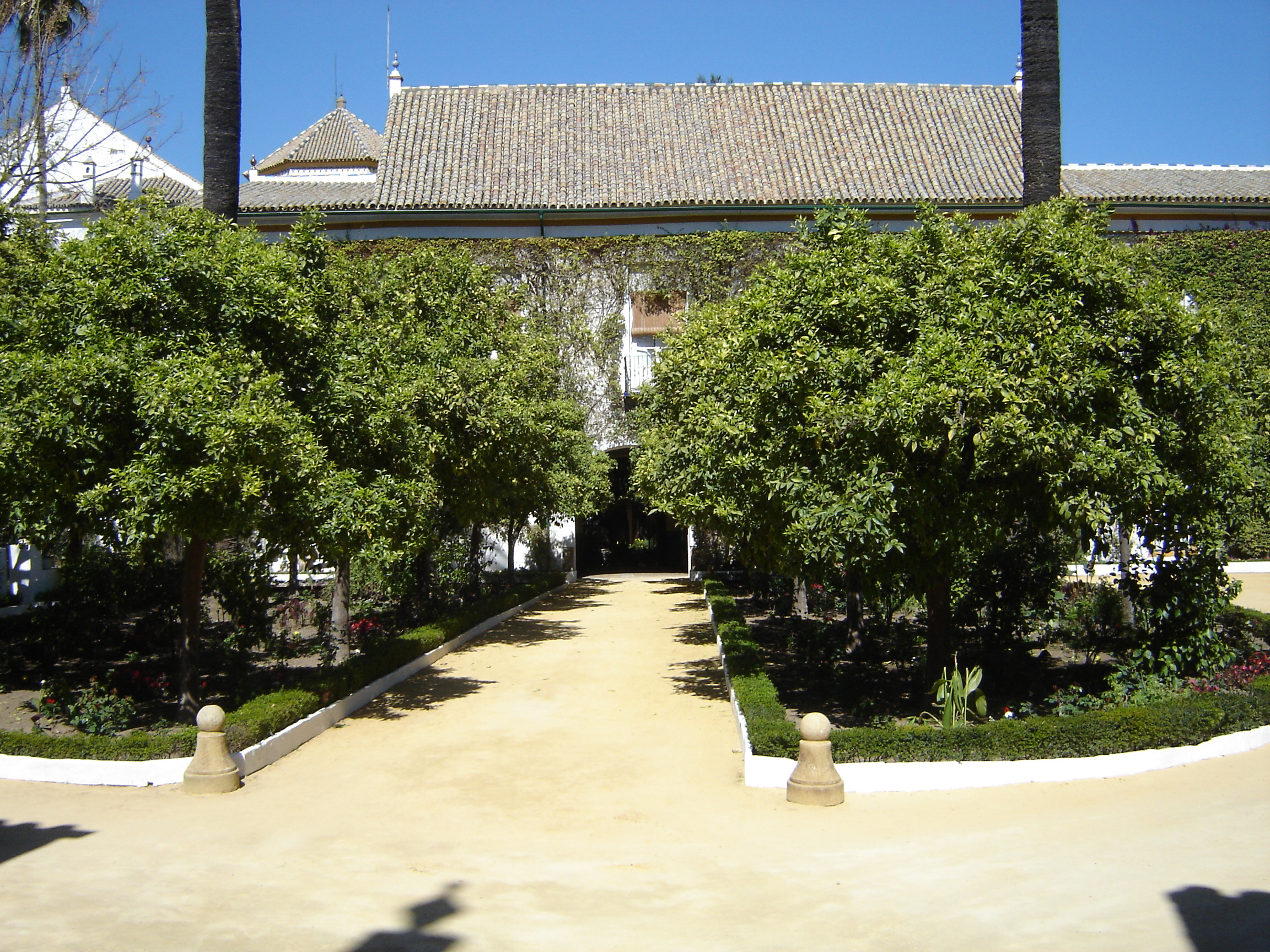
El Palacio de las Dueñas.

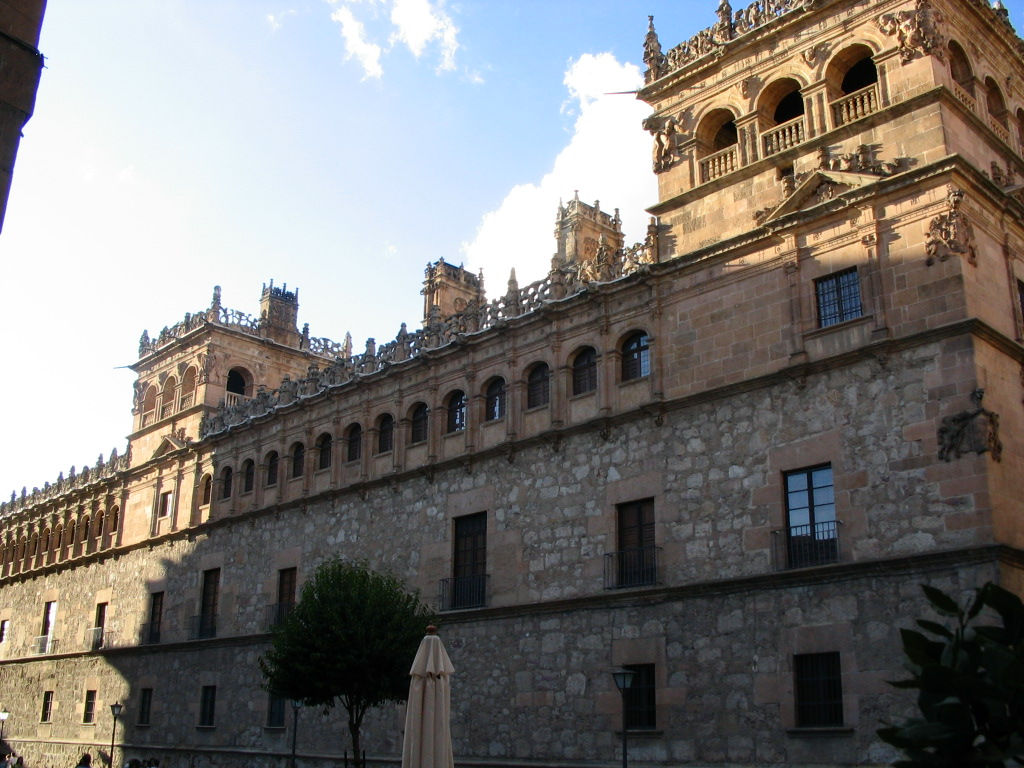
El Palacio de Monterrey.

- En Madrid: el Palacio de Liria, edificio del siglo XVIII con 3500 metros cuadrados en el centro de la capital española y vecino al Cuartel del Conde-Duque. Alberga la mayor parte de los fondos artísticos y documentales de la familia.
- En Sevilla: el Palacio de las Dueñas, donde nacieron el poeta Antonio Machado, hijo del administrador, y Carlos Falcó y Fernández de Córdoba, V Marqués de Griñón y XII Marqués de Castel-Moncayo, grande de España. En Olivares se conserva el Palacio del Conde-Duque de Olivares, que hoy en día es la sede del ayuntamiento del municipio, vendido por la duquesa Cayetana de Alba, quien lo ha tenido en su poder hasta los años setenta cuando fue vendido, junto con las tierras que poseían, a particulares.

El Ayuntamiento de Olivares para solventar esta situación poco apropiada se marcó un objetivo preferente: intentar unificar y adquirir, en la medida de lo posible, la mayor parte del edificio. Se conseguirá unificar la zona central y parte de la zona oeste; el resto del palacio, aunque no es propiedad del Ayuntamiento, tiene un uso social para lo que está catalogado, y en Loeches, se conserva la portada de su palacio. Las fincas "La Pizana" en Gerena y "Las Arroyuelas" en Carmona.
- En El Carpio, provincia de Córdoba: "Hacienda Buena Vista".
- En Loeches, provincia de Madrid: el panteón familiar de la casa de Alba (inspirado en la Cripta Real del Monasterio de El Escorial) en el Monasterio de la Inmaculada Concepción.
- En San Sebastián: el Palacio de Arbaizenea.
- En Segovia: el Castillo de Coca, cedido al Ministerio de Agricultura a cambio de su restauración.
- En Marbella: la finca (chalet) "Las Cañas" en la playa de Casablanca.[2]
- En Ibiza: la finca "S'Aufabaguera" ("La Albahaca" en ibicenco) en Cala Salada.
- En Salamanca: el Palacio de Monterrey.
- En Salamanca: el Castillo de Miranda del Castañar (no en la actualidad).

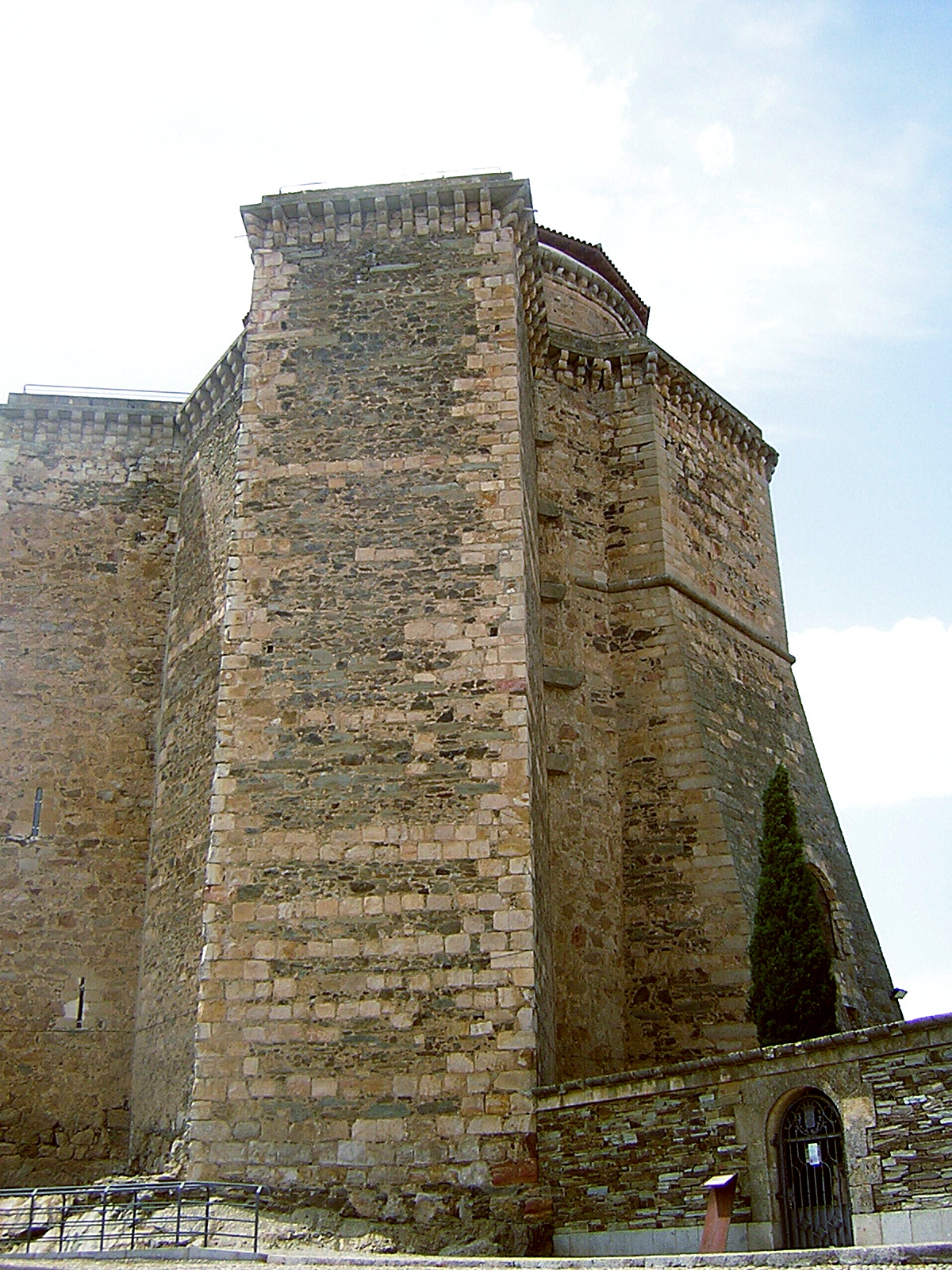
Torre del Homenaje del Castillo de los duques de Alba en Alba de Tormes.

- En Larrodrigo, Salamanca: la finca Gallegos de Crespes.
- En Alba de Tormes, Salamanca: el Castillo de los Duques de Alba.
- En Calzada de Don Diego, Salamanca: El Castillo de El Tejado (siglo XIV).[3]
- En Rivilla de Barajas, provincia de Ávila: el Castillo-Palacio de Castronuevo.
- En Piedrahíta: el Palacio de Piedrahíta.
- En Barco de Ávila: el Castillo de Valdecorneja.
- En Soria: el Castillo de San Leonardo Yagüe.
- En Valdunquillo, provincia de Valladolid: el Palacio de los Osorio.
- En Liria, provincia de Valencia: el palacio de los Duques de Liria cuyo uso fue cedido al ayuntamiento de Liria.
- En Híjar (Teruel): el Castillo-palacio de los Duques de Híjar. Donado hace unos años al Ayuntamiento debido a su estado de ruina.
- En Verín, provincia de Orense: el Castillo de Monterrey.
- En Monforte de Lemos, provincia de Lugo: el Castillo de los condes de Lemos y el Colegio de Nuestra Señora la Antigua.
- En Doncos, provincia de Lugo: el Castillo de Doncos.
- En Castro Caldelas, provincia de Orense: el Castillo de Castro Caldelas.
- En Puentedeume, provincia de La Coruña: el castillo de Andrade, en la aldea hómonina.
- En Moeche, provincia de La Coruña: el Castillo de Moeche.

Ante el deterioro del Palacio del conde de Aranda en Épila y la obligación de conservación del edificio declarado patrimonio, en 1998 con ocasión del bicentenario de la muerte del X conde de Aranda, fue cedido al pueblo por el precio simbólico de una peseta, previo desalojo de la colección de pinturas, muebles, vajillas, carruajes y de trajes del rey Alfonso XIII que custodiaba y la cesión de sus archivos a la diputación provincial de Zaragoza[cita requerida].

### Propiedades agrícolas
Los terrenos que la casa ha destinado a la explotación agrícola están administrados por sociedades de las que son accionistas los miembros de la familia, destacando Euroexplotaciones Agrarias S. A., Eurotécnica Agraria S. A. e Inversiones Princesa, todas domiciliadas en el Palacio de Liria. Por concepto de cultivos, las sociedades reciben subvenciones por parte de la Política Agrícola Común de la Unión Europea. Aunque España es uno de los países de la UE que no publica datos acerca de estas ayudas, exceptuando las comunidades de Castilla-La Mancha, Extremadura y Andalucía, a partir de esos únicos datos publicados, se ha podido corroborar que entre 2001 y 2002 las explotaciones agrarias de los Alba recibieron ayudas por importe total de 1,8 millones de euros. El propósito que la familia da aparte de estos recursos se resume en la mejora de la producción y cabe destacar que parte de los procesos productivos, se llevan en su gran mayoría por trabajadores, siendo una destacable fuente de empleo para los lugareños colindantes a sus fincas. Actualmente la casa de Alba recibe una subvención por parte de la UE de 3 millones de euros anuales.
La casa ha sufrido la expropiación de algunas propiedades y cesiones a lo largo de su historia. En septiembre de 1991 la Junta de Extremadura expropió por interés social las fincas Cabra Alta y Cabra Baja en la provincia de Badajoz, que eran explotadas desde 1940 por una asociación de arrendatarios de la localidad de Zahínos (Badajoz). La duquesa de Alba recibió 400 millones de pesetas (2,404.048 euros) en concepto de indemnización.
En enero de 2024, un informe de la Comisaría de Aguas de la Confederación Hidrográfica del Guadalquivir solicitado por el Juzgado Mixto número 5 de Sanlúcar la Mayor afirmaba que había extraído grandes cantidades de agua de ocho pozos ilegales ubicados en una finca de la casa de Alba de Aznalcázar (Sevilla), lo que habría afectado muy negativamente a los acuíferos de Doñana.

### Colección de arte

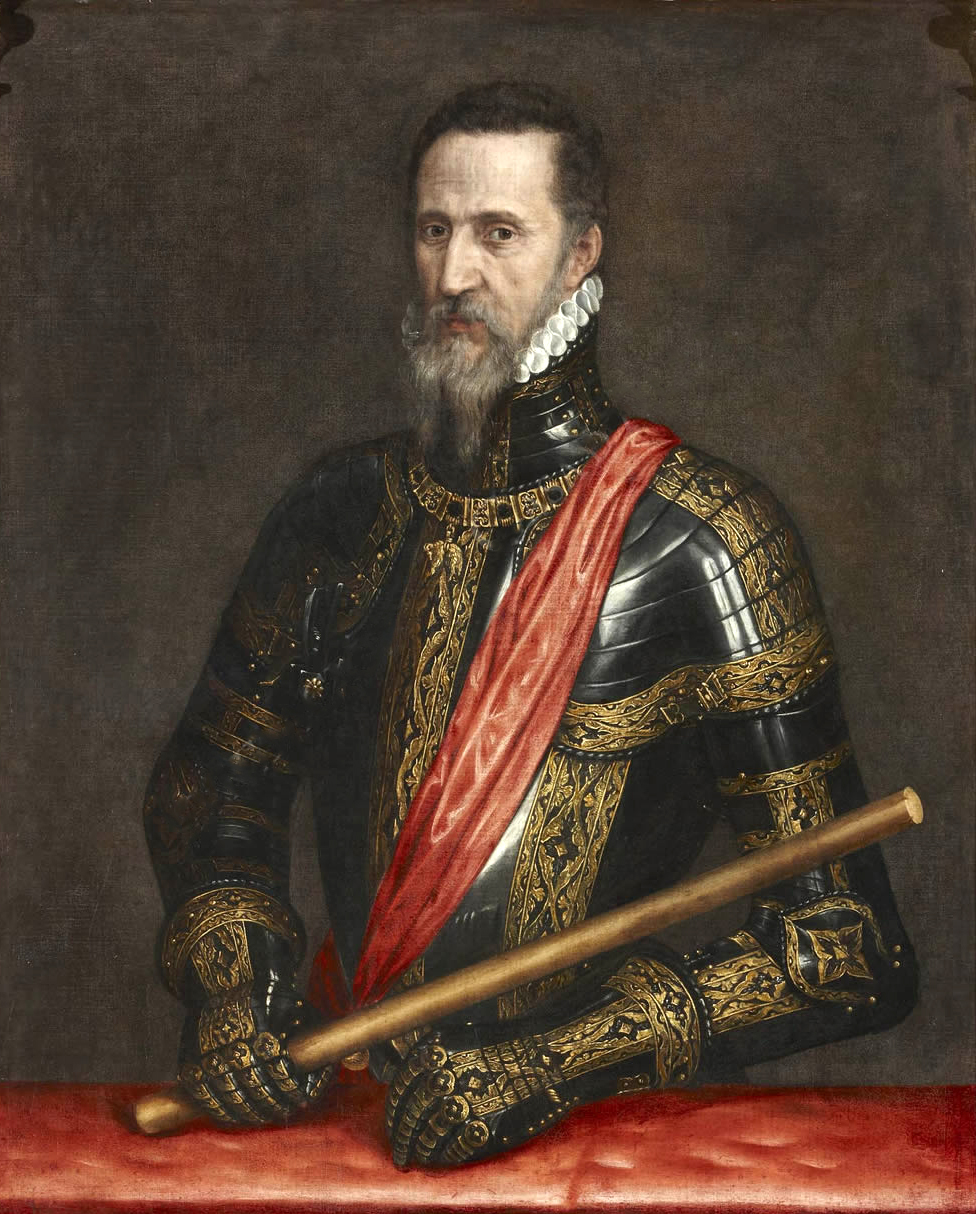
Fernando Álvarez de Toledo, el Gran Duque de Alba, en un valioso retrato al óleo. Considerado por largo tiempo como obra de Tiziano, ahora se atribuye a Antonio Moro.

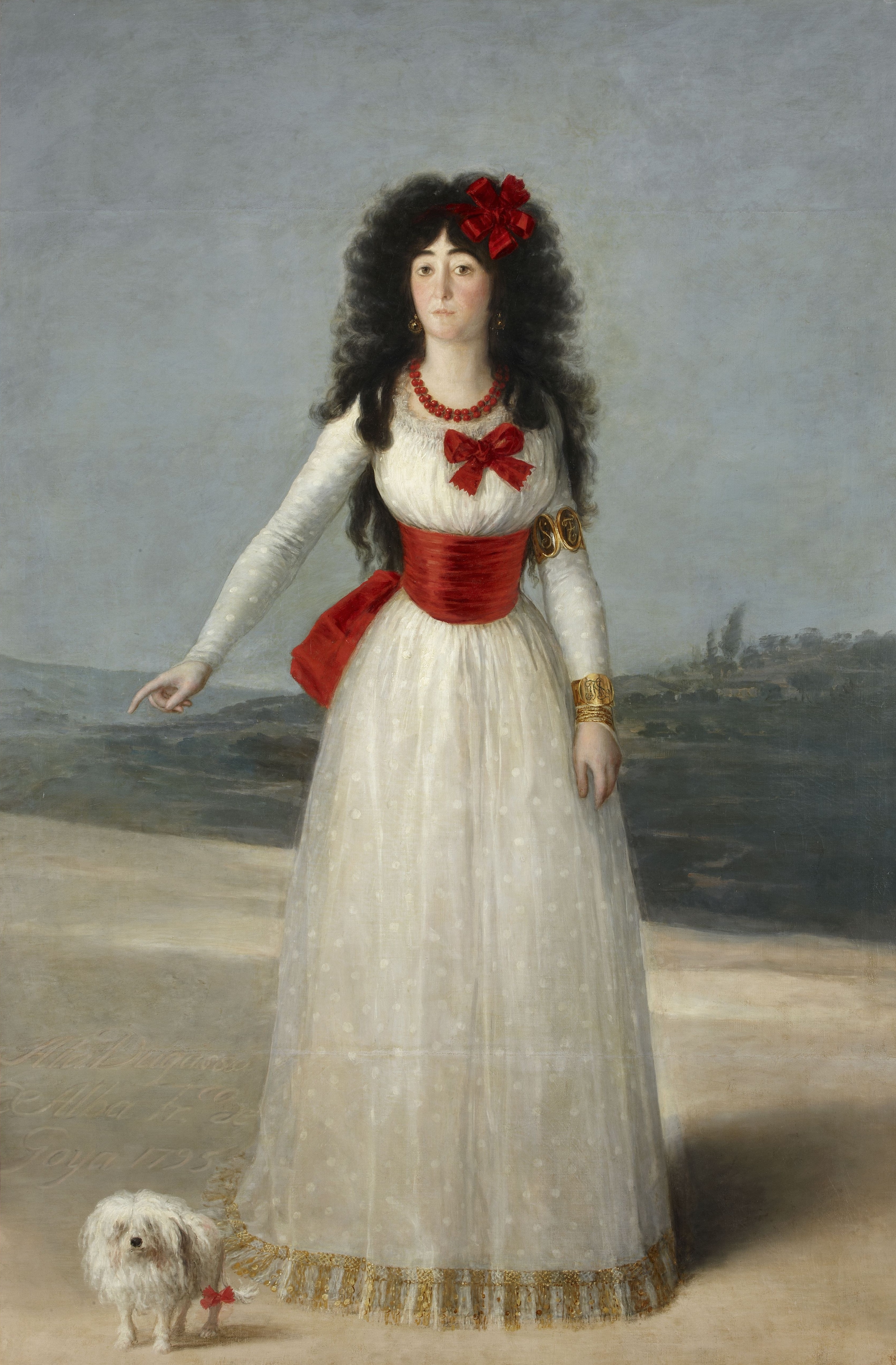
La Duquesa de Alba en blanco, de Francisco de Goya, cuelga de una de las paredes del Palacio de Liria.

La colección de arte de la casa de Alba es una de las más grandes de España, aunque por diversos avatares no conserva todos los tesoros que pasaron por ella. El espléndido Palacio de Liria, en Madrid, contiene la mayor y más valiosa parte de la herencia cultural de los Alba. Más de 30 000 libros conforman la biblioteca, destacando la famosa Biblia de Alba de 1433, primera traducida al castellano y 21 documentos autógrafos de Cristóbal Colón. En la pinacoteca lucen pinturas de Tiziano, Rubens, Goya, Murillo, El Greco o Rembrandt -del que conserva uno de los 15 paisajes que pintó a lo largo de su vida-. 
También es digno de mención que todo el jardín del Palacio de Liria se encuentra sembrado de estatuas y tumbas de animales.
La pinacoteca fue iniciada por Fernando Álvarez de Toledo y Pimentel. En esa época, la documentación mencionaba obras de Domenichino, Allori, Gentileschi, Ribera, Velázquez, Rafael o Correggio.
Más tarde, en el siglo XVIII, ingresaron importantes lienzos encargados a Raphael Mengs y, gracias al mecenazgo de María del Pilar Teresa Cayetana de Silva y Álvarez de Toledo, la XIII duquesa de Alba, amiga y modelo de Goya, se enriqueció con varios lienzos de este artista, entre los que destaca la obra La Duquesa de Alba en blanco, una de las más populares y reconocidas pinturas de la colección de la casa de Alba. El fallecimiento de la XIII duquesa produjo el desmembramiento de casi toda la pinacoteca: algunas obras fueron expropiadas y pasaron a manos de Manuel de Godoy y otras las legó la duquesa a diversos allegados. Por ello, la colección perdió joyas esenciales como la Venus del espejo de Velázquez y la Madonna de Alba de Rafael Sanzio; y el nuevo duque Carlos Miguel Fitz-James Stuart y Silva apenas recibió una treintena de obras. 
De todas formas, este duque adquirió en un largo viaje por Europa múltiples piezas italianas, de Fra Angélico (Virgen de la granada), Perugino, Tiziano y otros maestros, y encargó pinturas a Ingres y esculturas a José Álvarez Cubero y Antonio Solá. La colección se completó en el siglo XX con algunas obras inglesas (Joshua Reynolds, George Romney), que se sumaron a retratos de Madrazo, Sorolla, Zuloaga y Sotomayor, mayormente hechos por encargo.
La duquesa Cayetana Fitz-James reforzó la colección de manera muy relevante con ejemplos del impresionismo francés adquiridos cuando no eran aún demasiado caros: Renoir, Henri Fantin-Latour, Eugène Boudin. También sumó a otros autores: Francesco Guardi, Corot, Picasso, Dalí, Marc Chagall... Tras el fallecimiento de la duquesa Cayetana varias de estas obras se han repartido entre sus herederos, y algunas se han vendido; es el caso de la importante tabla de Fra Angélico, adquirida por el Museo del Prado en enero de 2016.

## Ascendencia real
|  |  |  |  |  |  |  |  | Jacobo II de Inglaterra, Rey de Inglaterra, Escocia e Irlanda                |  |  |  |  |  |  |  |
|  |  |  |  |  |  |  |  |                                                                              |  |  |  |  |  |  |  |
|  |  |  |  |  |  |  |  | James Fitz-James, I Duque de Berwick                                         |  |  |  |  |  |  |  |
|  |  |  |  |  |  |  |  |                                                                              |  |  |  |  |  |  |  |
|  |  |  |  |  |  |  |  | Jacobo Francisco Fitz-James Stuart y Burgh, II Duque de Berwick              |  |  |  |  |  |  |  |
|  |  |  |  |  |  |  |  |                                                                              |  |  |  |  |  |  |  |
|  |  |  |  |  |  |  |  | Jacobo Francisco Fitz-James Stuart y Colón de Portugal, III Duque de Berwick |  |  |  |  |  |  |  |
|  |  |  |  |  |  |  |  |                                                                              |  |  |  |  |  |  |  |
|  |  |  |  |  |  |  |  | Carlos Bernardo Fitz-James Stuart y Silva, IV Duque de Berwick               |  |  |  |  |  |  |  |
|  |  |  |  |  |  |  |  |                                                                              |  |  |  |  |  |  |  |
|  |  |  |  |  |  |  |  | Jacobo Felipe Fitz-James Stuart zu Stolberg-Gedern, V Duque de Berwick       |  |  |  |  |  |  |  |
|  |  |  |  |  |  |  |  |                                                                              |  |  |  |  |  |  |  |
|  |  |  |  |  |  |  |  | Carlos Miguel Fitz-James Stuart y Silva, XIV Duque de Alba                   |  |  |  |  |  |  |  |
|  |  |  |  |  |  |  |  |                                                                              |  |  |  |  |  |  |  |
|  |  |  |  |  |  |  |  | Jacobo Fitz-James Stuart y Ventimiglia, XV Duque de Alba                     |  |  |  |  |  |  |  |
|  |  |  |  |  |  |  |  |                                                                              |  |  |  |  |  |  |  |
|  |  |  |  |  |  |  |  | Carlos María Fitz-James Stuart y Palafox, XVI Duque de Alba                  |  |  |  |  |  |  |  |
|  |  |  |  |  |  |  |  |                                                                              |  |  |  |  |  |  |  |
|  |  |  |  |  |  |  |  | Jacobo Fitz-James Stuart y Falcó, XVII Duque de Alba                         |  |  |  |  |  |  |  |
|  |  |  |  |  |  |  |  |                                                                              |  |  |  |  |  |  |  |
|  |  |  |  |  |  |  |  | María del Rosario Cayetana Fitz-James Stuart y Silva, XVIII Duquesa de Alba  |  |  |  |  |  |  |  |
|  |  |  |  |  |  |  |  |                                                                              |  |  |  |  |  |  |  |
|  |  |  |  |  |  |  |  | Carlos Fitz-James Stuart y Martínez de Irujo, XIX Duque de Alba              |  |  |  |  |  |  |  |
|  |  |  |  |  |  |  |  |                                                                              |  |  |  |  |  |  |  |

## Heráldica
Desde la unión con la Casa de Fitz-James Stuart, junto a las armas de la casa de Álvarez de Toledo se muestran los emblemas heráldicos de Inglaterra, Escocia, Irlanda y la leyenda perteneciente a esta familia castellana: Tv in ea et ego pro ea que puede traducirse como Tu en ella y yo en su favor o Tu en ella y yo por ella, que significa Dios en la patria y yo por la patria.

## Fundación Casa de Alba
La Fundación Casa de Alba es una institución española dedicada a la cultura que fue constituida el 14 de mayo de 1975 por Cayetana Fitz-James Stuart, la XVIII duquesa de Alba de Tormes, consciente del importante patrimonio que posee la casa de Alba que ella misma presidió.
La Fundación tiene como objetivos: 
- La exposición permanente al público en los palacios de Liria en Madrid y Monterrey en Salamanca, de las obras de arte pertenecientes a la Fundación.

- La conservación y difusión del patrimonio histórico-artístico de la casa de Alba.

- La descripción y conservación de sus fondos bibliográficos y documentales.